# 宝田絢子
宝田 絢子（たからだ じゅんこ、1979年11月17日 - ）は、日本の元子役、元女優。東京都出身。活動当時は劇団日本児童に所属していた。

## 出演

### テレビドラマ
データは、東京ニュース通信社『テレビドラマ全史 1953 - 1994』を情報源とするテレビドラマデータベースからの参考。
- 光GENJI青春ドラマ あぶない少年II（テレビ東京、1988年1月6日 - 9月28日）
- 日本ジャン・バルジャン物語 愛無情（東海テレビ、1988年7月4日 - 9月30日）
- 水曜グランドロマン 熱中時代スペシャル「三年五組の叛乱」（日本テレビ、1988年10月26日）
- 火曜サスペンス劇場 浅見光彦ミステリー 5「越後路殺人事件」（日本テレビ、1989年1月17日）
- 花王 愛の劇場 おめでた（TBS、1989年4月10日 - 5月26日）
- 月曜・女のサスペンス 鶯を呼ぶ少年・16年後の犯人（テレビ東京、1989年4月24日）
- 機動刑事ジバン 第19話（テレビ朝日、1989年6月4日） - まなみ 役
- ドラマ23 あぶないマドンナたち（TBS、1989年8月21日 - 8月24日）
- 花王名人劇場 リバータウン物語 夕陽の少年探偵団（関西テレビ、1989年9月24日）
- 水曜グランドロマン 熱中時代スペシャル「嵐を呼ぶ男」（日本テレビ、1989年10月11日）
- 男と女のミステリー メリーゴーランド（フジテレビ、1989年12月22日）
- 木曜ゴールデンドラマ 春雪（読売テレビ、1990年3月29日）
- キモチいい恋したい! 第6話（フジテレビ、1990年8月6日） - 秋山 みく 役
- 土曜ワイド劇場 考古学者シリーズ 10「美人コンパニオン殺し」（テレビ朝日、1990年8月25日）
- 泥棒に手を出すな! 第4話（テレビ東京、1990年11月8日）
- 大人は判ってくれない 第10話（フジテレビ、1992年3月19日）
- ドラマシティー'92 悪霊の午後（読売テレビ、1992年5月14日）

### ラジオドラマ
- 青春アドベンチャー 春休み少年探偵団（NHK-FM、1993年5月10日 - 5月21日）[2][3]

### 映画
- 会社物語（松竹、1988年11月26日公開）
- ハラスのいた日々（松竹、1989年11月18日公開）
- 渋滞（アルゴプロジェクト、1991年4月27日公開） - 藤里美 役[4]
- おもひでぽろぽろ（スタジオジブリ/東宝、1991年7月20日公開） - 声優出演
- プロゴルファー織部金次郎（東映、1993年1月15日公開） - 冬木子 役
- プロゴルファー織部金次郎2 〜パーでいいんだ〜（東映アストロフィルム、1994年5月14日公開） - 冬木子 役
- プロゴルファー織部金次郎3 〜飛べバーディー〜（東映アストロフィルム、1995年9月15日公開） - 冬木子 役
- プロゴルファー織部金次郎4 シャンクシャンクシャンク（東映、1997年2月15日公開） - 冬木子 役[4]
- プロゴルファー織部金次郎5 愛しのロストボール（東映、1998年2月14日公開） - 冬木子 役[4]

### CM
- 東京ディズニーランド
- 日本信販（1987年）
- バファリン（ライオン歯磨、1989年）
- いろがわりおふろっぴー（ツクダオリジナル、1990年）
- かもめ〜る（郵政省、1991年）
- スプライト（コカ・コーラボトラーズ、1992年）
- 横浜ランドマークタワー（三菱地所、1992年）